# 성탄 대성당 (리가)

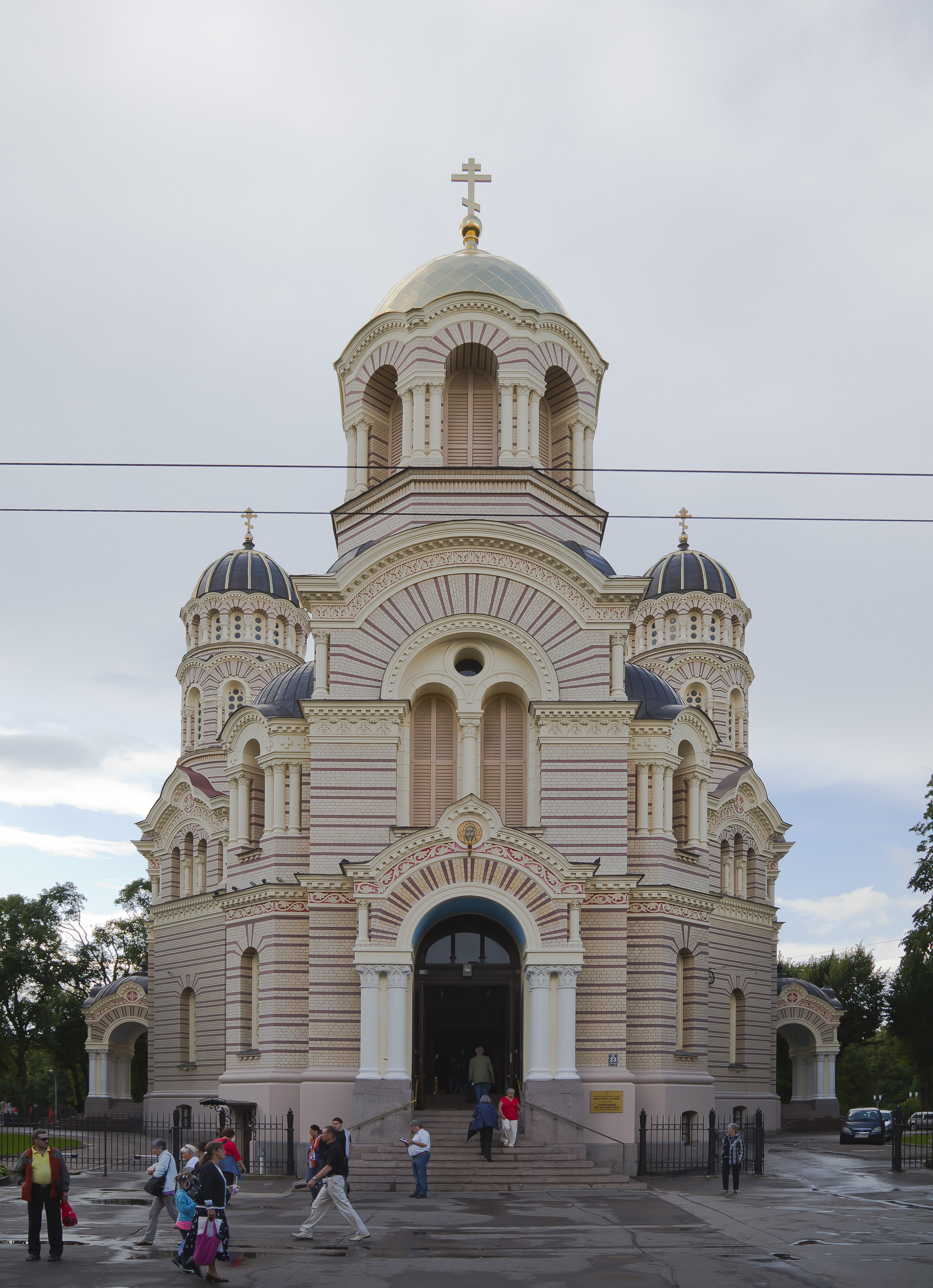
성탄 대성당

성탄 대성당(라트비아어: Kristus Piedzimšanas pareizticīgo katedrāle)은 라트비아 리가에 있는 대성당이다. 1876년에서 1883년 사이에 니콜라이 차긴과 로버트 플루그의 설계에 따라 신비잔틴 양식으로 지어졌으며, 장식은 아우구스트 볼츠 회사가 맡았으며, 당시 라트비아는 러시아 제국의 일부였다. 